# Liste des aéroports canadiens par indicateur d'emplacement : CG
Cette liste d'aéroports reprend l'ordre alphabétique suivi par le « TC LID ». Le « TC LID » est le « lieu d'identification » donné par Transports Canada, représentant le nom et le lieu d'un aéroport. C'est une aide de direction pour aider la circulation aérienne, les télécommunications et les programmes d'ordinateur.
Le format des entrées sont :
- Lieu d'identification (TC LID) - IATA - Nom de l'aéroport (nom alternatif) - Communauté de l'aéroport - Province

Les aéroports du Réseau national des aéroports sont en caractères gras.

## CA -Canada- CAN[1],[2]
| TC LID | IATA | Nom de l'aéroport                                             | Communauté               | Province                  |
| ------ | ---- | ------------------------------------------------------------- | ------------------------ | ------------------------- |
| CGB2   |      | Aéroport Carstairs/Bishell's                                  | Carstairs                | Alberta                   |
| CGC2   |      | Héliport Galore Creek                                         | Galore Creek             | Colombie-Britannique      |
| CGD2   |      | Hydroaérodrome Alma (Rivière La Grande Décharge)              | Alma                     | Québec                    |
| CGF2   |      | Aérodrome Edmonton/Lechelt Field                              | Edmonton Capital Region  | Alberta                   |
| CGF3   |      | Aérodrome Hague/Guliker Field                                 | Hague                    | Saskatchewan              |
| CGH2   |      | Héliport Gander (James Paton Memorial Regional Health Centre) | Gander                   | Newfoundland and Labrador |
| CGK2   |      | Aérodrome Gahcho Kue                                          | Kennady Lake             | Territoires du Nord-Ouest |
| CGL2   |      | Aéroport Harrow                                               | Harrow                   | Ontario                   |
| CGL3   |      | Hydroaérodrome Bala/Gibson Lake                               | Bala                     | Ontario                   |
| CGL4   |      | Aérodrome Eaglesham (South)                                   | Eaglesham                | Alberta                   |
| CGL5   |      | Héliport Gun Lake                                             | Gun Lakes                | Colombie-Britannique      |
| CGL6   |      | Vancouver/Burnaby (Global BC)                                 | Vancouver                | Colombie-Britannique      |
| CGM2   |      | Héliport Smokey Lake (George McDougall Health Centre)         | Smoky Lake               | Alberta                   |
| CGN1   |      | Hydroaérodrome Gananoque                                      | Gananoque                | Ontario                   |
| CGN2   |      | Héliport Golden (Canadian Helicopters)                        | Golden                   | Colombie-Britannique      |
| CGN3   |      | Aéroport Lethbridge (Gunnlaugson)                             | Lethbridge               | Alberta                   |
| CGP2   |      | Héliport Grande Prairie (Queen Elizabeth II Hospital)         | Grande Prairie           | Alberta                   |
| CGR2   |      | Héliport Gold River (E & B Helicopters)                       | Gold River               | Colombie-Britannique      |
| CGR3   |      | Aérodrome George Lake                                         | George Lake              | Nunavut                   |
| CGS2   |      | Aérodrome Goose Lake                                          | Goose Lake               | Nunavut                   |
| CGV2   |      | Aérodrome Grand Valley/Luther Field                           | East Luther-Grand Valley | Ontario                   |
| CGV5   |      | Aérodrome Grand Valley (Black Field)                          | East Luther-Grand Valley | Ontario                   |
| CGV6   |      | Aérodrome Grand Valley (Martin Field)                         | Grand Valley             | Ontario                   |